# Église Saint-Méloir de Saint-Méloir-des-Ondes
L' Église Saint-Méloir de Saint-Méloir-des-Ondes est une église de le seconde moitié du XVIIIe siècle située à Saint-Méloir-des-Ondes, en France.

## Localisation
L'église est située au centre de la commune de Saint-Méloir-des-Ondes, dans le département d'Ille-et-Vilaine.

## Architecture
Comme la plupart des églises chrétiennes, l'édifice est orienté est-ouest.
Les hauts murs  en granit sont consolidés par des contre-forts  en  pierre de taille. Le toit est recouvert d'ardoises.

À l'intérieur, la vaste nef de 45 m de longueur, éclairée par 5 baies en hauteur se termine par un chevet polygonal.

## Historique
L'église Saint-Méloir  a été édifiée de 1860-1884 en remplacement d'une ancienne église délabrée. Saint Méloir, martyr breton, est le patron de cette église .

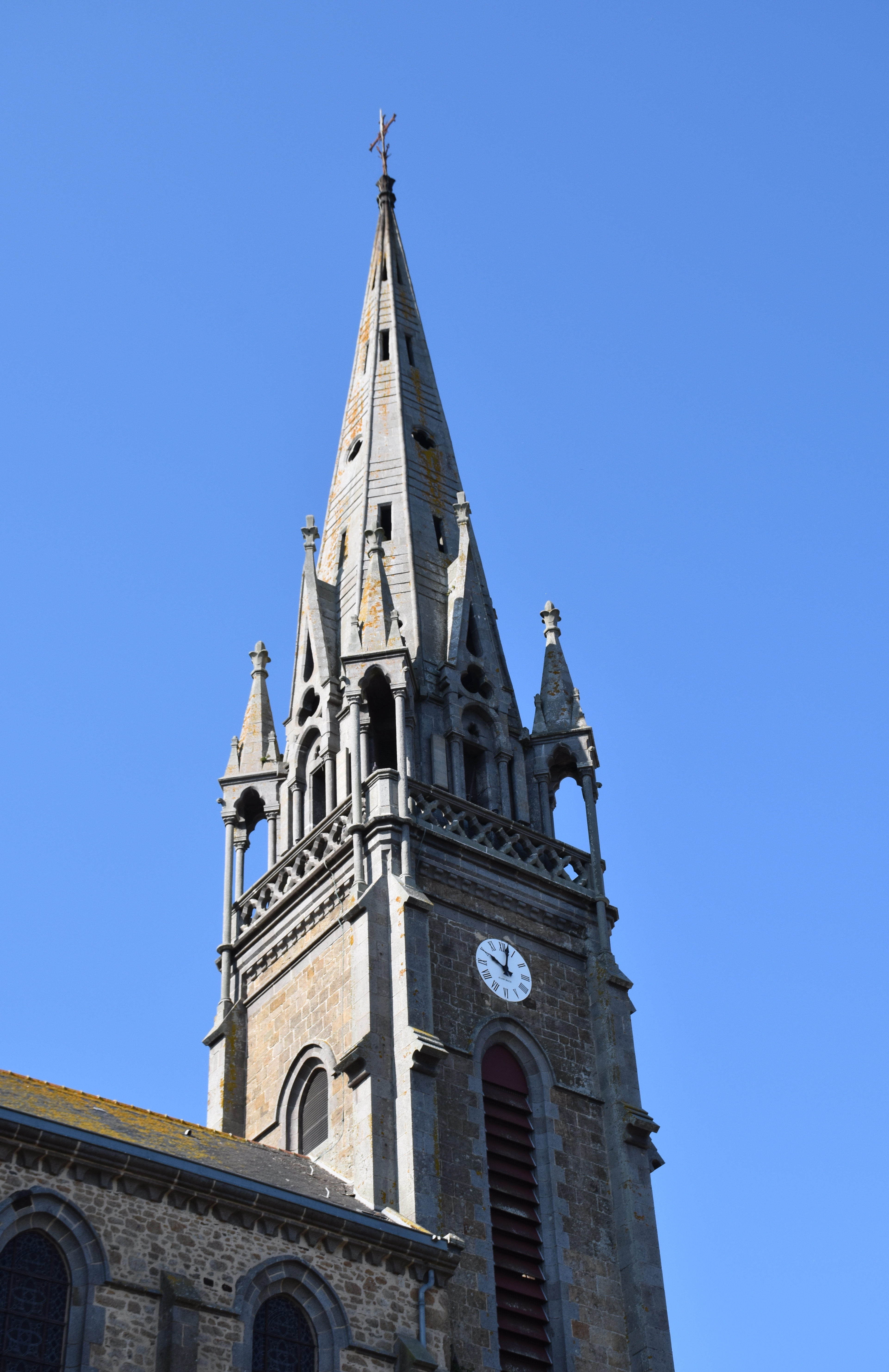
Vue du clocher.
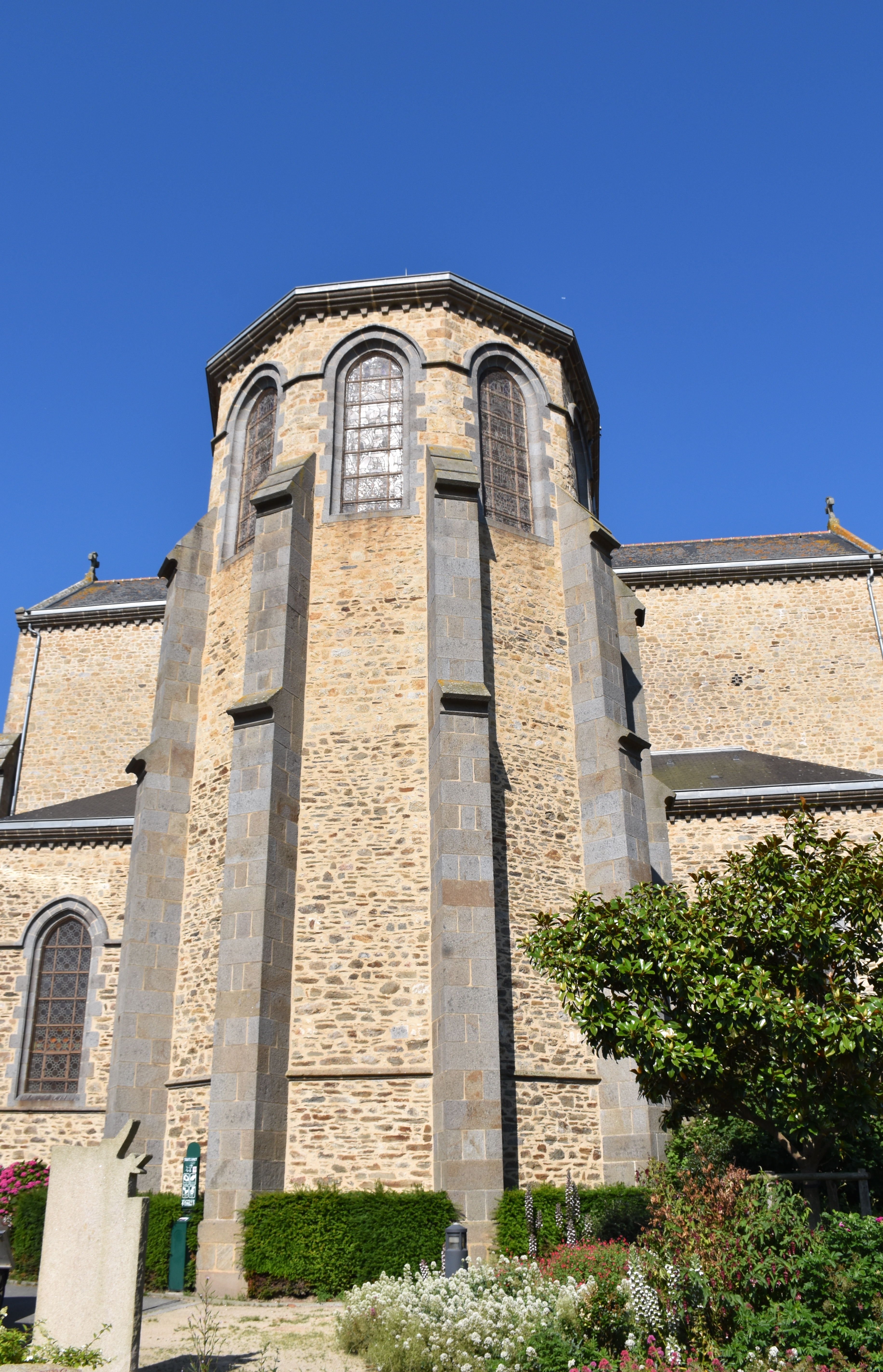
Le chevet polygonal.
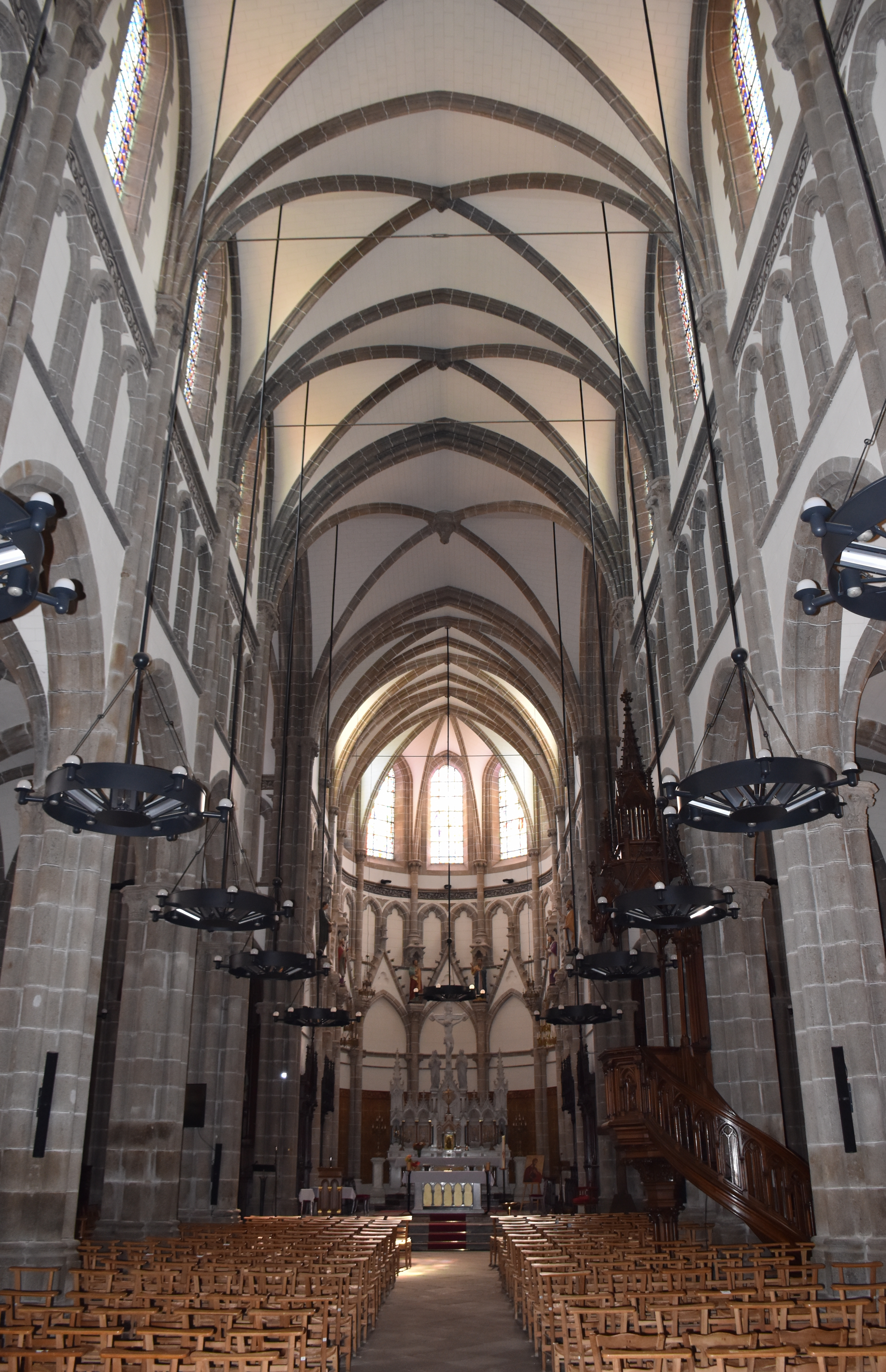
La nef.
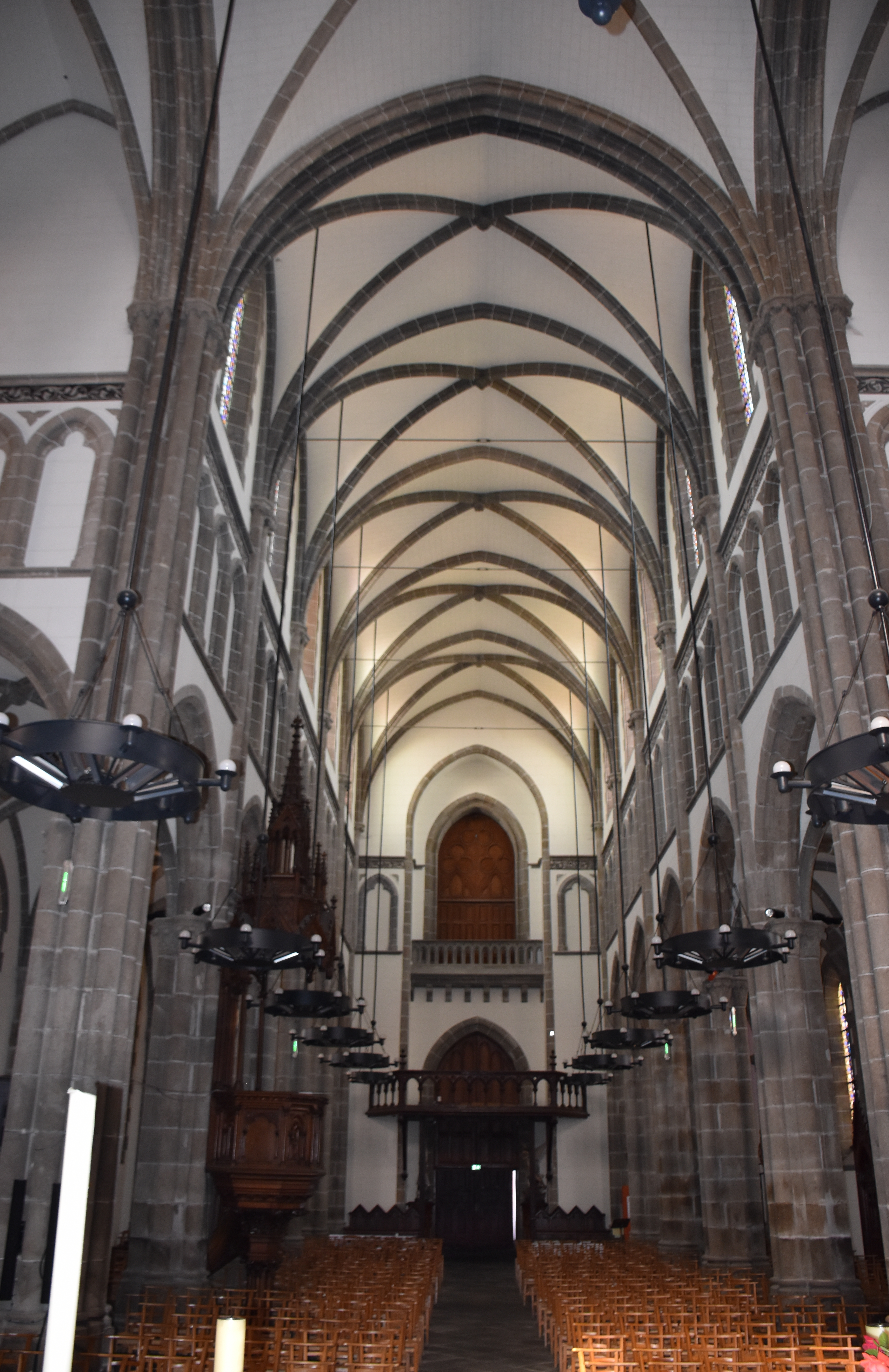
La nef côté porche.
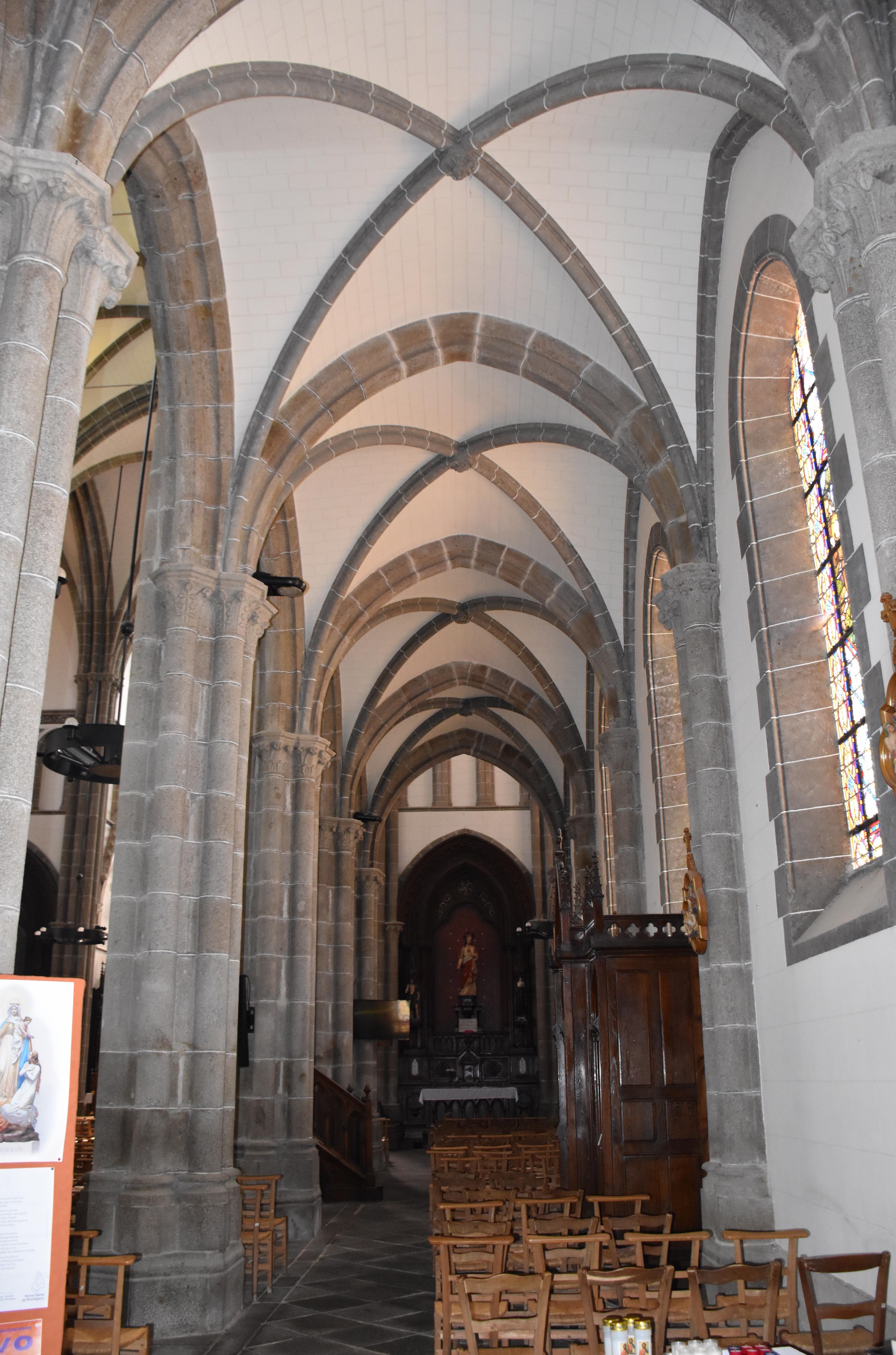
Le bas-côté sud.
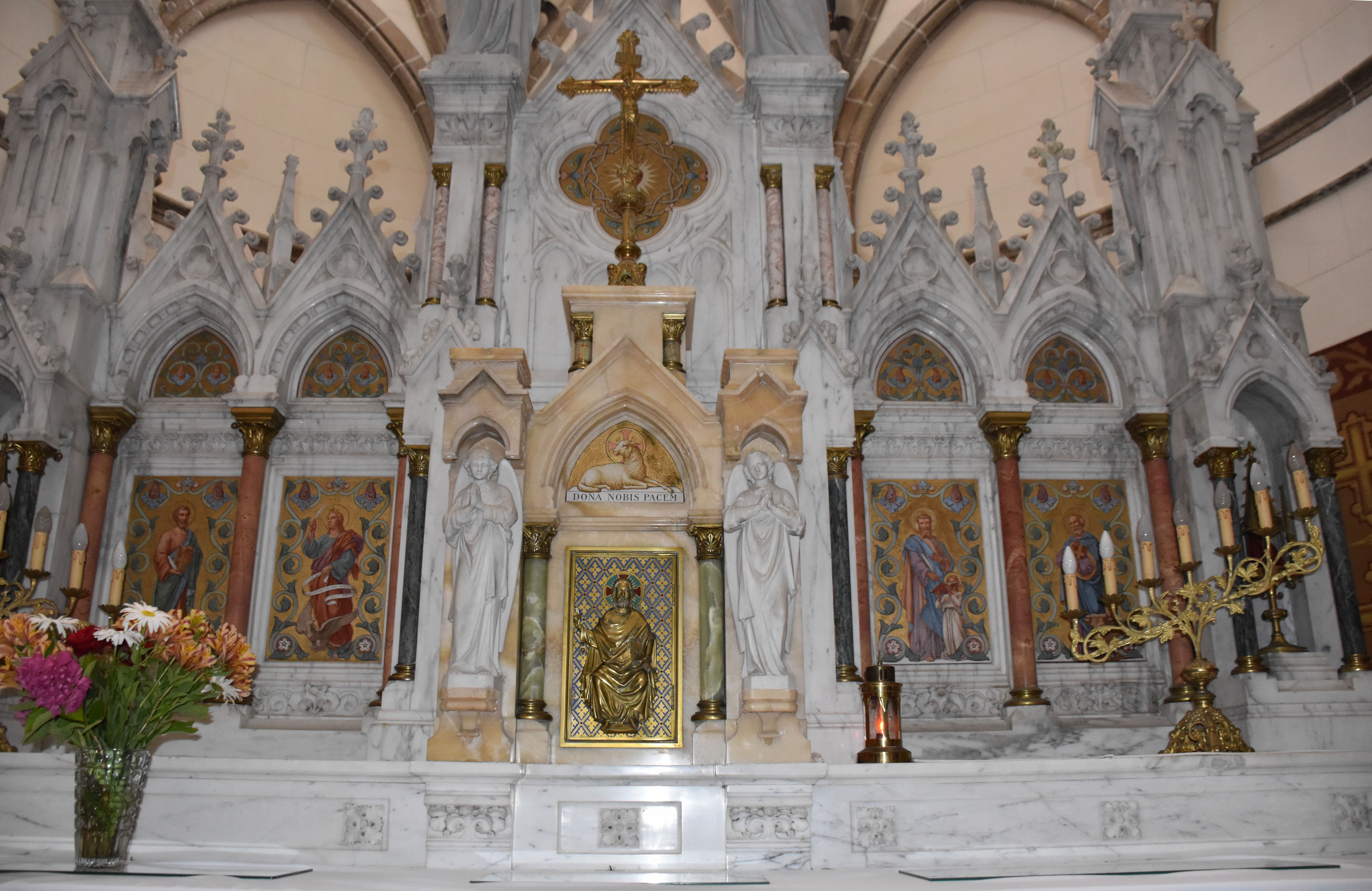
Le maître-autel.
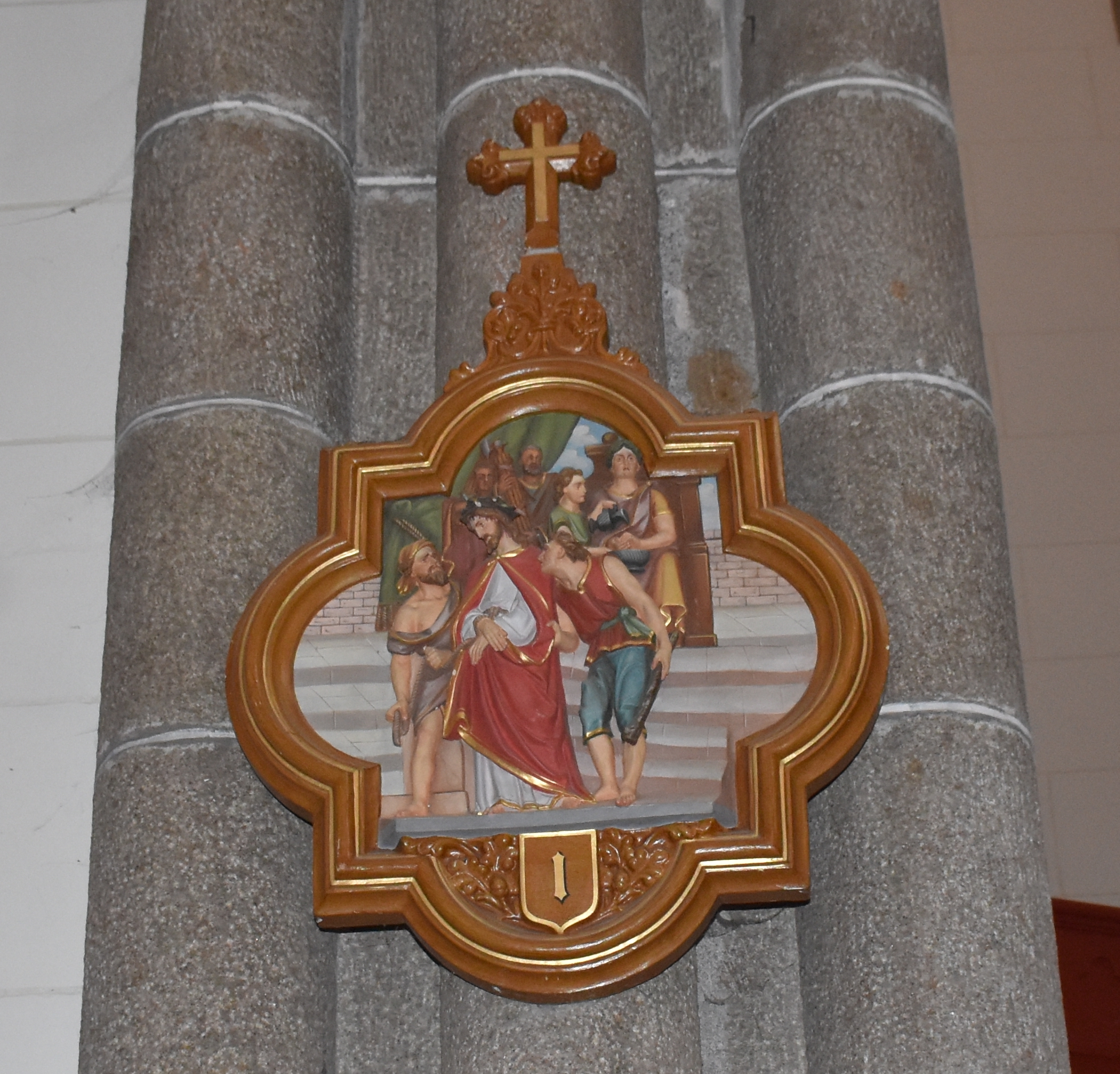
Chemin de croix - Première station.